# Willi Illig
Willi Illig (* 11. Januar 1897 in Herold; † 16. März 1971) war ein deutscher Strumpfwirker, Holzschnitzer, Aquarellmaler und Kunstsammler.

## Leben
Willi Illig stammte aus sehr einfachen Verhältnissen und einer kinderreichen Familie aus dem sächsischen Erzgebirge. Bereits als Kleinkind verlor er seinen Vater, den Ernährer der Familie. Gemeinsam mit seiner Mutter und den zahlreichen Geschwistern zog er nach der Jahrhundertwende in das nur einige Kilometer von Herold entfernte Industriedorf Auerbach (Erzgebirge). Durch Kinderarbeit trug er dort durch Strümpferiefen und Garnspulen zum Broterwerb seiner Familie bei.
Nach dem Besuch der achtklassigen Volksschule in Auerbach wurde Willi Illig Aufstoßer in einer der zahlreichen Strumpfwirkerfabriken in Auerbach. Nach dem Erwerb von praktischer Erfahrung wurde er Strumpfwirker und konnte dadurch eine der großen Cottonmaschinen bedienen. Bereits frühzeitig trat er dem Deutschen Textilarbeiterverband bei. Über mehrere Jahre war er Vorsitzendes des Betriebsrates in der Strumpffabrik, in der er damals beschäftigt war. Später trat er dem Arbeiterbildungsverein bei. Er begann, eine eigene Bibliothek aufzubauen, in die er auch kunstgeschichtliche Werke und Biographien aufnahm.
In seiner Freizeit eignete er sich autodidaktisch das Zeichnen und Malen sowie das Holzschnitzen an. Motive aus seiner Umwelt liebte er dabei besonders. Mit einigen seiner Werke nahm er an Ausstellungen teil.
Neben seinen eigenen Werken begann er Kunstwerke anderer zu sammeln. Das erste Grafikblatt, das er erwarb, war ein Selbstporträt von Käthe Kollwitz, mit der er auch darüber korrespondierte. Er erwarb auch einige Werke, die von den Nationalsozialisten als Entartete Kunst bezeichneten worden sind. So schuf er eine der größten privaten Sammlungen der Bildenden Kunst der Zwanziger Jahre im Erzgebirge der damaligen Zeit. Sie umfasste 1966 über 1000, oftmals handsignierte Grafiken, Aquarelle und Gemälde sowie auch einige Skulpturen.
Einige Stücke seiner Sammlung wurden nach seinem Tod 1971 verkauft. 2012 war die Sammlung erstmals in der Öffentlichkeit zu sehen.

## Ausstellungen (mutmaßlich unvollständig)
- 1947 bzw. 1948: Freiberg, Stadt- und Bergbaumuseum Freiberg („2.[4] und 3.[5] Ausstellung Erzgebirgischer Künstler“)
- 1948: Chemnitz, Schlossberg-Museum, und Glauchau, Stadt- und Heimatmuseum Glauchau („Mittelsächsische Kunstausstellung“)[6]